# Eugen Meier
Eugen Meier (30 april 1930 - 26 maart 2002) was een Zwitsers voetballer die speelde als aanvaller.

## Carrière
Meier maakte zijn profdebuut voor FC Schaffhausen waar hij bleef spelen tot in 1951 dan maakte hij de transfer naar Young Boys Bern. Hij veroverde met hen vier landstitels 1957, 1958, 1959 en 1960; de beker won hij in 1953 en 1958. In 1959 werd hij topschutter in de hoogste klasse. Daarna speelde hij nog kort voor FC Bern dat toen nog maar uitkwam in de derde klasse.
Hij speelde 42 interlands voor Zwitserland waarin hij maar drie keer kon scoren. Hij nam met de Zwitserse ploeg deel aan het WK voetbal 1954 in eigen land en aan het WK voetbal 1962 in Chili.

## Erelijst
- Young Boys Bern
  - Landskampioen: 1957, 1958, 1959, 1960
  - Zwitserse voetbalbeker: 1953, 1958
- Individueel
  - Topschutter: 1959